# Michel Such
Pour l’article ayant un titre homophone, voir Suche.
Pour les articles homonymes, voir Such.
Michel Such est un acteur et réalisateur français, né le 15 août 1944 à Alger, Algérie française.

## Biographie
C'est un des seconds rôles les plus constants du cinéma français, avec des films très populaires comme La Meilleure Façon de marcher, Les Bronzés ou encore Viens chez moi, j'habite chez une copine.

## Filmographie

### Acteur

#### Longs métrages
- 1967 : Les Risques du métier, d'André Cayatte : Le vendeur de glaces
- 1974 : Thomas de Jean-François Dion : Antoine
- 1974 : L'important c'est d'aimer d'Andrzej Żuławski : L'électricien
- 1975 : La Meilleure Façon de marcher de Claude Miller : Leni
- 1975 : Barocco d'André Téchiné
- 1975 : Les vécés étaient fermés de l'intérieurr de Patrice Leconte
- 1975 : Police Python 357 d'Alain Corneau : Le marchand de chaussures
- 1976 : Violette et François de Jacques Rouffio : Le copain musicien
- 1976 : La Question de Laurent Heynemann
- 1977 : Dites-lui que je l'aime de Claude Miller : Raymond
- 1977 : Des enfants gâtés de Bertrand Tavernier
- 1978 : La Frisée aux lardons d'Alain Jaspard : Aldo, le marchand de glaces
- 1978 : Ils sont grands, ces petits de Joël Santoni : Le caissier
- 1978 : Les Bronzés de Patrice Leconte : L'homme qui fait du ski nautique
- 1978 : Le Sucre de Jacques Rouffio: Le boucher
- 1979 : Les Bronzés font du ski de Patrice Leconte : Le précédent locataire
- 1980 : Plein sud de Luc Béraud : L'employé des wagons-lits
- 1980 : L'Amour trop fort de Daniel Duval
- 1980 : Viens chez moi, j'habite chez une copine de Patrice Leconte : Le client au McDonald's
- 1980 : Pourquoi pas nous ? de Michel Berny : Un client de la librairie
- 1981 : Quartet de James Ivory : Le gardien de prison
- 1981 : Garde à vue de Claude Miller : Jean-Marie Jabelain
- 1981 : Itinéraire bis de Christian Drillaud
- 1981 : Le Grand Frère de Francis Girod
- 1981 : Interdit aux moins de 13 ans de Jean-Louis Bertuccelli : L'inspecteur au bonnet
- 1982 : Le Jeune Marié de Bernard Stora : Verdino
- 1982 : Mortelle randonnée de Claude Miller : L'homme à l'attaché case
- 1984 : Stress de Jean-Louis Bertuccelli
- 1984 : Réveillon chez Bob de Denys Granier-Deferre
- 1986 : Je hais les acteurs de Gérard Krawczyk : Sergent Tittero
- 1986 : Tenue de soirée de Bertrand Blier
- 1986 : Lévy et Goliath de Gérard Oury : Le cafetier
- 1986 : L'Été en pente douce de Gérard Krawczyk : Paul le vigile
- 1986 : Un amour à Paris de Merzak Allouache : Le policier
- 1988 : Mes meilleurs copains de Jean-Marie Poiré : un gendarme (apparition)
- 1990 : On peut toujours rêver de Pierre Richard : Le patron du bistrot
- 1992 : La Soif de l'or de Gérard Oury : Le commissionnaire
- 1994 : Bab El-Oued City de Merzak Allouache : Paulo Gosen
- 2000 : Félix et Lola de Patrice Leconte : Frantz
- 2000 : 17, rue Bleue de Chad Chenouga : Dr. Seilinger
- 2001 : Wesh Wesh qu’est-ce qui se passe ? de Rabah Ameur-Zaïmeche : L'inspecteur principal
- 2002 : Chouchou de Merzak Allouache : Le patient

#### Courts métrages
- 1971 : Les Machins de l'existence de Jean-François Dion
- 1971 : Une Régression exemplaire de Luc Béraud
- 1971 : Le Laboratoire de l'angoisse de Patrice Leconte
- 1972 : Le Jeu des preuves de Luc Béraud
- 1973 : La Famille heureuse (Famille Gazul) de Patrice Leconte
- 1973 : L'Audition de Jean-François Dion
- 1975 : Ce que savait Morgan de Luc Béraud
- 1978 : Colloque de chiens de Raoul Ruiz
- 1982 : Cyrilic de Laurent Gaglio
- 1983 : Tout doit disparaître de Philippe Lioret
- 1983 : Peut-être la mer de Rachid Bouchareb
- 1983 : La Politesse des rois de Philippe Setbon
- 1984 : Claustro de Philippe Setbon
- 1984 : L'Invité de Philippe Setbon
- 1985 : Trop tard Balthazar de Philippe Lopes-Curval
- 1986 : Lad de Patrick Jan
- 1986 : Triple sec d'Yves Thomas
- 1988 : Les Images de la Mère Charron de Gerry Meaudre
- 1989 : Elli Fat Mat (+ réalisation)
- 1990 : Un petit travail tranquille de Daniel Cotard

#### Télévision
- 1983 : Les Cinq Dernières Minutes, épisode Appelez-moi Boggy de Jean-Pierre Marchand
- 1987 : Le Gerfaut, feuilleton télévisé de Marion Sarraut
- 1990 : La Grande Dune de Bernard Stora
- 1991 : Maguy (épisode : "Pierre qui taille !", saison 7)
- 1998 : Julie Lescaut, épisode 1 saison 7, Les Fugitives d'Alain Wermus : l'individu
- 2000 : Les Jours heureux de Luc Béraud
- 2003 : Julie Lescaut (TV), épisode 1 saison 12, La tentation de Julie de Klaus Biedermann : Patron restaurant
- 2006 : Trois Jours en juin de Philippe Venault

### Assistant-réalisateur
- 1975 : La Meilleure Façon de marcher de Claude Miller
- 1976 : L'ordinateur des pompes funèbres de Gérard Pirès
- 1977 : La Tortue sur le dos de Luc Béraud
- 1977 : Dites-lui que je l'aime de Claude Miller
- 1978 : Les Bronzés de Patrice Leconte
- 1988 : Mes meilleurs copains de Jean-Marie Poiré
- 1990 : Bienvenue à bord ! de Jean-Louis Leconte
- 1995 : La musique de l'amour: Chouchou de James Cellan Jones

### Réalisateur
- 1989 : Elli Fat Mat (court-métrage)
- 1992 : Vagues à l'âme (court-métrage)
- 1995 : 23 rue des Francs-Bourgeois (court-métrage)
- 1996 : Oranges amères

## Théâtre
- 1971 : Henri VIII de William Shakespeare, mise en scène Gabriel Garran, Théâtre de la Commune
- 1971 : La Bande à Bonnot de Henri-François Rey, mise en scène Pierre Vielhescaze, Théâtre de l'Ouest parisien
- 1995 : Golden Joe d'Éric-Emmanuel Schmitt, mise en scène Gérard Vergez,  Théâtre de la Porte-Saint-Martin